# Linea di successione al trono del Kuwait

Lo stemma della monarchia kuwaitiana.

La linea di successione al trono del Kuwait è limitata ai discendenti maschi di Mubarak Al-Sabah, sovrano dal 1896 al 1915.
L'emiro regnante del Kuwait deve nominare un erede entro un anno dalla sua ascesa al trono. La nomina deve essere approvata dalla maggioranza dei membri dell'Assemblea Nazionale.
L'erede designato deve avere almeno trent'anni di età alla data della nomina, avere buona reputazione ed essere figlio legittimo di genitori musulmani. Il trono è anche tradizionalmente alternato fra i due principali rami della famiglia Al-Sabah, Al-Salem ed Al-Jaber.
L'attuale emiro Misha'al, dopo essere asceso su indicazione del fratellastro Nawaf, deceduto il 16 dicembre 2023, il 1° giugno 2024 ha nominato principe ereditario il nipote Sabah Al-Khalid Al-Sabah. 